# Tony Hills
Anthony Tremaine Hills (Dallas, 4 novembre 1984) è un ex giocatore di football americano statunitense che ha militato nel ruolo di offensive tackle nella National Football League (NFL). Venne scelto nel corso del quarto giro (130º assoluto) del draft NFL 2008 dai Pittsburgh Steelers. Al college giocò a football con i Texas Longhorns vincendo due campionati NCAA.

## Carriera professionistica

### Pittsburgh Steelers
Hills venne scelto al quarto giro del draft 2008 dai Pittsburgh Steelers. Il 3 luglio 2008 firmò un contratto triennale del valore di 1,455 milioni di dollari di cui 304.500 di bonus alla firma. Debuttò nella NFL il 19 settembre 2010 contro i Tennessee Titans. In quell'anno chiuse con quattro partite all'attivo.
Nel 2011 firmò per un anno a 1,2 milioni di dollari, ma il 3 settembre prima dell'inizio della stagione regolare venne svincolato.

### Denver Broncos
Tre giorni dopo firmò con i Denver Broncos, ma non prese parte a nessun incontro.

### Indianapolis Colts
Il 6 ottobre 2012 firmò un contratto di un anno del valore di 700.000 dollari con gli Indianapolis Colts. Chiuse la stagione giocando sei partite, di cui una da titolare.

### Buffalo Bills
Il 28 luglio Hills firmò per un anno a 715.000 dollari con i Buffalo Bills. Il 18 agosto venne svincolato.

### Oakland Raiders
Due giorni dopo firmò un contratto annuale con gli Oakland Raiders. Il 1º settembre 2013 venne svincolato.

### Miami Dolphins
Il 28 luglio 2014 Hills firmò con i Miami Dolphins.

## Palmarès

### Franchigia
- Super Bowl : 1

Pittsburgh Steelers: XLIII
- American Football Conference Championship: 1

Pittsburgh Steelers: 2008
- Campionati NCAA: 2

Texas Lonhorns: 2005, 2006

## Statistiche
| Partite totali      | 10 |
| Partite da titolare | 1  |
| Fumble recuperati   | 0  |
| Tackle totali       | 0  |

Statistiche aggiornate alla stagione 2013